# Jefferson Davis Parish
Jefferson Davis Parish is een parish in de Amerikaanse staat Louisiana.
De parish heeft een landoppervlakte van 1.689 km² en telt 31.435 inwoners (volkstelling 2000). De hoofdplaats is Jennings. Ze grenst in het westen aan Calcasieu Parish en Beauregard Parish, in het noorden aan Allen Parish, in het oosten aan Acadia Parish en in het zuiden aan Cameron Parish en Vermilion Parish. Het is een van de 22 parishes die samen Acadiana of Cajun Country vormen.